# San Miguel de Sema
San Miguel de Sema là một khu tự quản thuộc tỉnh Boyacá, Colombia. Thủ phủ của khu tự quản San Miguel de Sema đóng tại San Miguel de Sema Khu tự quản San Miguel de Sema có diện tích ki lô mét vuông. Đến thời điểm ngày 28 tháng 5 năm 2005, khu tự quản San Miguel de Sema có dân số 4147 người.